# Eksjö sanatorium

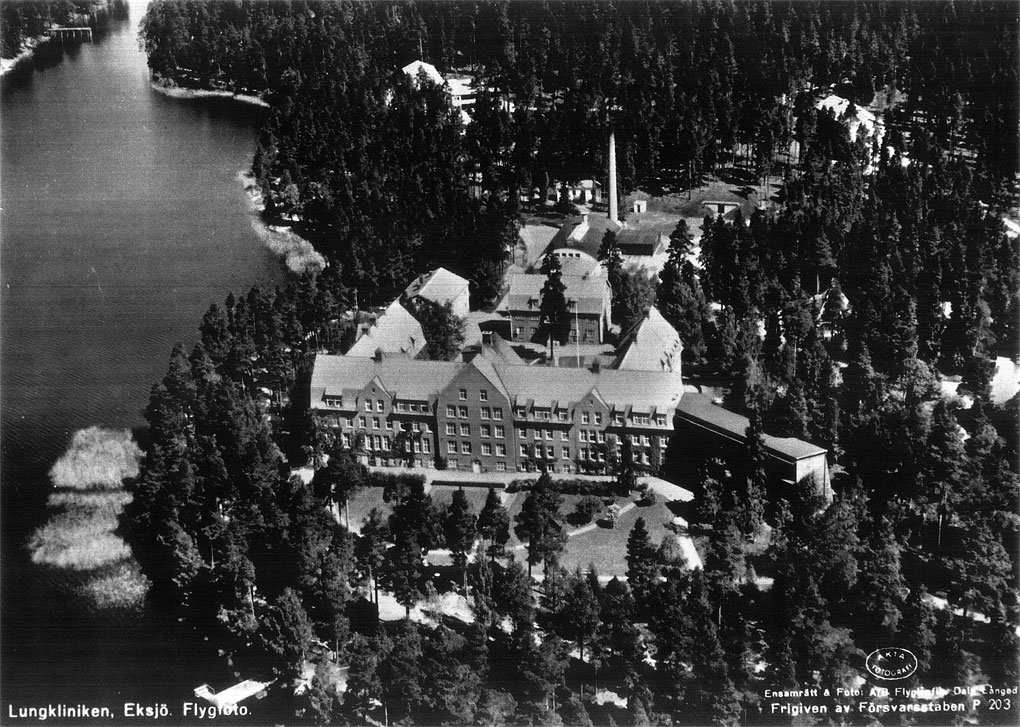
Eksjö sanatorium

Eksjö sanatorium (egentligen Jönköpings läns sanatorium vid Eksjö) låg i Lyckeberg vid Gyesjön utanför Eksjö. 
Läget är ett för sanatorier typiskt läge, avskilt i en barrskog, men ändå nära till allmänna kommunikationer i Eksjö. Sjöläget och utlagda promenadstigar gav den önskade miljön för ett sanatorium.

## Historia
Jönköpings läns landsting lät bygga sanatoriet som invigdes den 25 augusti 1915. 
Redan samma år bildade patienterna Hallföreningen Hälsan. Det var en så kallad tidningsförening. Många låg under denna tid inne på samhällets bekostnad och en del ägde bara de kläder som de gick och stod i. Många hade inte ens pengar för en dagstidning eller ett frimärke för brev hem till familjen. Det är att notera att i ett sanatorieprotokoll står "Personalen skulle tillse, att patienterna inte läste tidningar med samhällsomstörtande verksamhet, enär de låg inne på samhällets bekostnad". 
Sanatoriet skulle ursprungligen ha 85 vårdplatser men successivt ökade antalet och flera byggnader tillkom. Som mest hade sanatoriet efter andra världskriget 236 platser när staten inrättade en E-paviljong för tuberkulossjuka flyktingar. Den första avdelningen för lungsjuka patienter som inte hade tbc, öppnades 1956. Överläkaren Harald Nilsson hade ett mycket gott rykte i hela landet och många flyttade till Småland för att få bot för sin astma vid Eksjö. 
I samband med att begreppet sanatorium övergavs inom landstingsvården blev namnet 1962 Eksjö lungklinik. År 1978 lades akutvården ner på lungkliniken. Mottagningen flyttades samtidigt till Eksjö lasarett. Sanatoriet/lungkliniken lades ned 1987 och året därpå revs sanatoriebyggnaden. 

## Byggnaderna
Huvudbyggnaden hade källare och tre våningar. Den översta var en hög vindsvåningen med vindskupor. Ligghallar låg vid sjöstranden söder om huvudbyggnaden. Till bebyggelsen hörde även läkarvilla och personalbostäder m.m. Arkitekt var stadsingenjören i Eksjö Yngvar Lundberg.
Den stora huvudbyggnaden i röd tegel med två flyglar såldes av landstinget 1987 och revs 1988. På platsen byggdes i stället ett antal villor och radhus. Läkarvillan och en del av de äldre personalbyggnaderna står kvar.